# یوکی یوشیمورا
یوکی یوشیمورا (به انگلیسی: Yuki Yoshimura) ژیمناست زادهٔ ۹ اوت ۱۹۸۱ میلادی اهل کشور ژاپن است.